# 大井浩明
大井 浩明（おおい ひろあき、1968年12月15日 - ）は、日本のピアニスト。

## 略歴
京都府京都市生まれ。洛星高等学校卒業、京都大学工学部中退。高校・大学在学中は各々の学生オケ（洛星交響楽団、京都大学交響楽団）に所属（どちらもチェロパート）。独学でピアノを学び、国内および国外の様々な音楽賞を留学前に受賞。
スイス連邦政府給費制度および文化庁新進芸術家海外研修制度を用いてスイスへ渡り、ベルン芸術大学クラシック音楽学部学士課程ピアノ科でブルーノ・カニーノに師事して卒業。その後ベルン芸術大学大学院クラシック音楽ソリストディプロマ課程ピアノ科、ベルン芸術大学大学院クラシック音楽コンツェルトディプロマ課程チェンバロ科を共に修了。留学後にはオンド・マルトノも弾き、その演奏は市販された。披露演奏はモダンピアノのみに留まらない。

## 受賞歴
- 第20回フランス音楽コンクール[10]ピアノ部門第2位、同時に3つの副賞[11][12]（1990年）
- 日本現代音楽協会主催第2回現代音楽演奏コンクール"競楽"第1位、フォルテ・ミュージック特別賞、この結果により第3回朝日現代音楽賞[13]（1993年度[14]、フルートとピアノによるDuo Dogen名義による受賞。）
- 第11回アリオン賞奨励賞（1994年[15]）
- 第4回青山音楽賞[16]（1995年[17]、リゲティ「14 のエテュード集[18]」全曲演奏に対して）
- ペスカラNew Music for New Pianist現代音楽演奏コンクール入選（1995年[19]／ペスカラ, 審査委員長にピヨトル・ラヘルト）
- 第9回村松賞（1996年[20]、ブーレーズ全ピアノ作品チクルスに対して）
- ガウデアムス国際現代音楽演奏コンクール1996入選（1996年[21]／ロッテルダム)
- パリ市国際コンクール内現代音楽ピアノ演奏対象オリヴィエ・メシアン・コンクール2000第3位（2000年[22]／パリ, 審査委員長にイヴォンヌ・ロリオ）
- 第11回出光音楽賞（2001年[23]）
- 第61回文化庁芸術祭新人賞（2006年[24]）
- 第15回公益財団法人日本文化藝術財団主催日本現代藝術奨励賞（2007年[25]）
- 第1回一柳慧コンテンポラリー賞（2015年[26]）

## 主要ディスコグラフィー
- クセナキス:管弦楽作品集 3 - シナファイ/ホロス/エリダノス/キアニア（大井浩明/ルクセンブルク・フィル/タマヨ）Timpani
- クセナキス:管弦楽作品集 4 - エリフソン/アタ/アクラタ/クリノイディ（大井浩明/ルクセンブルク・フィル/タマヨ）Timpani
- 伊左治直:作品集「熱風サウダージ劇場」 - 現代日本の作曲家シリーズ35 Fontec
- バッハ:フーガの技法 全21曲 ENZO Recordings
- ベートーヴェン=リスト編:交響曲第1番&第2番 OPUS55
- ベートーヴェン：フォルテピアノのためのソナタ集 Plaudite Amici III OPUS55
- ベートーヴェン：フォルテピアノのためのソナタ集 Plaudite Amici IV OPUS55
- ベートーヴェン：フォルテピアノのためのソナタ集 Plaudite Amici V OPUS55
- ベートーヴェン：フォルテピアノのためのソナタ集 Plaudite Amici VII OPUS55